# 88874 Wongshingsheuk
88874 Wongshingsheuk è un asteroide della fascia principale. Scoperto nel 2001, presenta un'orbita caratterizzata da un semiasse maggiore pari a 2,9094635 UA e da un'eccentricità di 0,0768032, inclinata di 3,23374° rispetto all'eclittica.